# دهستان دبیران
دهستان دبیران نام دهستانی در بخش مرکزی شهرستان زرین دشت، استان فارس در ایران است. 

## جمعیت
براساس سرشماری مرکز آمار ایران در سال ۱۳۸۵، جمعیت آن ۲۱۶۰ نفر (۴۸۱ خانوار) بوده‌است.